# Presidente de Sudán del Sur
La oficina del presidente de Sudán del Sur se estableció en la independencia del país, 9 de julio de 2011.
Anteriormente, hubo un gobierno regional del sur de Sudán desde 1972 hasta 1983, año en el que fue suspendido por el gobierno federal. Luego, los acuerdos firmados en Naivasha (Kenia), 9 de enero de 2005, entre los rebeldes del sur liderado por el Ejército Popular de Liberación (SPLA) de John Garang y el gobierno de Jartum otorgaron autonomía a los 10 estados del sur de la República de Sudán. Garang se convirtió en el sexto presidente del gobierno regional, el jefe del Ejecutivo de Sudán del Sur, durante 21 días, después de lo cual murió en un accidente de helicóptero. Su sucesor como presidente del gobierno regional, Salva Kiir, se convirtió así en el jefe de Estado, y primer presidente independiente desde 2011.

## Listado de los Presidentes de Sudán del Sur
Presidentes de la Región Autónoma de Sudán del Sur (1972-1983)
| Orden | Imagen | Presidente              | Inicio               | Fin                  | Notas                                  |
| 1º    |        | Abel Alier              | 6 de abril de 1972   | Febrero de 1978      | Presidente del Alto Consejo Ejecutivo. |
| 2º    |        | Joseph Lagu             | Febrero de 1978      | 12 de julio de 1979  | Presidente del Alto Consejo Ejecutivo. |
| 3º    |        | Peter Gatkuoth          | 12 de julio de 1979  | 30 de mayo de 1980   | Presidente del Alto Consejo Ejecutivo. |
| 4º    |        | Abel Alier              | 30 de mayo de 1980   | 5 de octubre de 1981 | Presidente del Alto Consejo Ejecutivo. |
| 5º    |        | Gismalla Abdalla Rassas | 5 de octubre de 1981 | 23 de junio de 1982  | Presidente del Alto Consejo Ejecutivo. |
| 6º    |        | Joseph James Tombura    | 23 de junio de 1982  | 5 de junio de 1983   | Presidente del Alto Consejo Ejecutivo. |

Presidentes del Gobierno Autónomo de Sudán del Sur (2005-2011)
| Orden | Imagen | Presidente          | Inicio               | Fin                 | Notas |
| 1º    |        | John Garang         | 9 de enero de 2005   | 31 de julio de 2005 | Presidente elegido hasta que se haga el referendo en 2011 para declarar la independencia pero murió en ejercicio del poder en un accidente aéreo en 2005.                                       |
| 2º    |        | Salva Kiir Mayardit | 11 de agosto de 2005 | 9 de julio de 2011  | Presidente que asumió el cargo interinamente por ser el vicepresidente hasta 2010. Reelegido en 2010, continuó su mandato en 2011 con el título de Presidente de la República de Sudán del Sur. |

Presidentes de la República de Sudán del Sur (2011-presente)
| Orden | Imagen | Presidente          | Inicio             | Fin         | Notas |
| 1º    |        | Salva Kiir Mayardit | 9 de julio de 2011 | En el cargo | Primer Presidente luego del referendo que declaró la independencia, el 9 de julio de 2011. Continúa el mandato de 2010 iniciado con el título de Presidente del Gobierno Autónomo de Sudán del Sur. |